# Független résztvevők a 2024. évi nyári olimpiai játékokon
A független résztvevők zászlaja alatt indulnak a franciaországi Párizsban megrendezett 2024. évi nyári olimpiai játékokon az orosz és a belarusz sportolók. A delegáció NOB-kódja a francia Athlètes Individuels Neutres (magyarul: Semleges független résztvevők) kifejezésből adódóan AIN.
A független sportolók, mivel egyéni indulónak számítanak, a Nemzetközi Olimpiai Bizottság döntése értelmében nem vehetnek részt a nyitóünnepségen a nemzetek felvonulásán és eredményeiket az olimpia éremtáblázatába sem számolják bele. Összesen 32-en indulnak a függetlenek között, 17 fehérorosz és 15 orosz versenyző.

## Előzmények
Miután 2022-ben Oroszország megtámadta Ukrajnát, a NOB még a háború első napjaiban döntést hozott a támadó országok sportolóinak nemzetközi versenyeken való részvételével kapcsolatban. A nemzetközi sportszövetségek felé iránymutatást határozott meg, amelyben azt javasolják, hogy versenyeikre ne hívjanak meg orosz és belarusz versenyzőket, illetve ezekben az országokban nemzetközi versenyt ne rendezzenek. Thomas Bach, a bizottság elnöke az olimpiai fegyverszünet durva megsértésének értékelte a háborút, mivel az a 2022-es pekingi olimpia és paralimpia időszakában indult. A sportolókkal szemben hozott intézkedéseket az orosz és belarusz versenyzők biztonságával magyarázta, mivel több nyugati országban súlyos oroszellenes hangulat uralkodott.
2023 januárjában a NOB közleményben jelezte, támogatja, hogy orosz és fehérorosz sportolók semleges színekben versenyezzenek, amennyiben nem támogatják aktívan a háborút. A versenyeken ezen országok zászlói nem jelenhetnek meg, himnuszukat nem lehet lejátszani.
A Nemzetközi Olimpiai Bizottság 2023 októberében felfüggesztette az Orosz Olimpiai bizottság tagságát, mivel Ukrajna megszállt területein fennhatósága alá vont sportszervezeteket.
2024 márciusában vált véglegessé a független sportolóknak tervezett zászló, illetve külön erre a célra komponáltak egy szöveg nélküli himnuszt, amelyet a győzelmi ceremónián használnak.

## Érmesek
| Érem  | Versenyző                       | Sportág    | Versenyszám        |
| ----- | ------------------------------- | ---------- | ------------------ |
| Arany | Ivan Litvinovics                | Torna      | Férfi trambulin    |
| Ezüst | Vijaleta Bardzilovszkaja        | Torna      | Női trambulin      |
| Ezüst | Javhenyij Zalati                | Evezés     | Férfi egypárevezős |
| Ezüst | Mirra Andrejeva Gyiana Snajgyer | Tenisz     | Női páros          |
| Bronz | Javhenyi Cihancov               | Súlyemelés | Férfi 102 kg       |

## Birkózás
| Versenyző                   | Állampolgárság | Versenyszám              | Nyolcaddöntő                    | Negyeddöntő              | Elődöntő          | Vigaszág                                                      | Bronz- mérkőzés   | Döntő             | Helyezés |
| Versenyző                   | Állampolgárság | Versenyszám              | Ellenfél Eredmény               | Ellenfél Eredmény        | Ellenfél Eredmény | Ellenfél Eredmény                                             | Ellenfél Eredmény | Ellenfél Eredmény | Helyezés |
| --------------------------- | -------------- | ------------------------ | ------------------------------- | ------------------------ | ----------------- | ------------------------------------------------------------- | ----------------- | ----------------- | -------- |
| Mahamedhabib Kadzimahamedav | Fehérorosz     | Férfi 74 kg, szabadfogás | Razambek Zhamalov (UZB) · 0–8   |                          |                   | Tajmuraz Salkazanov (SVK) · 6–6 · Chermen Valiev (ALB) · 2–12 | kiesett           | kiesett           | 9.       |
| Abubakar Haszlahanov        | Fehérorosz     | Férfi 97 kg, kötöttfogás | Robert Kobliashvili (GEO) · 9–1 | Mohamed Gabr (EGY) · 1–4 | kiesett           | kiesett                                                       | kiesett           | kiesett           | 7.       |

## Evezés
| Versenyző         | Állampolgárság | Versenyszám        | Előfutam | Előfutam | Vigaszág | Vigaszág | Negyeddöntő | Negyeddöntő | Elődöntő | Elődöntő | Elődöntő | Döntő | Döntő   | Döntő | Helyezés                 |
| Versenyző         | Állampolgárság | Versenyszám        | Idő      | Hely.    | Idő      | Hely.    | Idő         | Hely.       | Típus    | Idő      | Hely.    | Típus | Idő     | Hely. | Helyezés                 |
| ----------------- | -------------- | ------------------ | -------- | -------- | -------- | -------- | ----------- | ----------- | -------- | -------- | -------- | ----- | ------- | ----- | ------------------------ |
| Javhenyij Zalati  | Fehérorosz     | Férfi egypárevezős | 6:51,45  | 1.       | erőnyerő | erőnyerő | 6:49,27     | 1.          | A/B      | 6:39,01  | 2.       | A     | 6:42,96 | 2.    | 2. helyezett, ezüstérmes |
| Tatjana Klimovics | Fehérorosz     | Női egypárevezős   | 7:34,31  | 2.       | erőnyerő | erőnyerő | 7:34,30     | 3.          | A/B      | 7:26,56  | 5.       | B     | 7:25,61 | 2.    | 8.                       |

## Kajak-kenu

### Gyorsasági
| Versenyző                        | Állampolgárság | Versenyszám              | Előfutam | Előfutam | Negyeddöntő | Negyeddöntő | Elődöntő | Elődöntő | Döntő   | Döntő   | Döntő    | Helyezés |
| Versenyző                        | Állampolgárság | Versenyszám              | Idő      | Hely.    | Idő         | Hely.       | Idő      | Hely.    | Típus   | Idő     | Helyezés | Helyezés |
| -------------------------------- | -------------- | ------------------------ | -------- | -------- | ----------- | ----------- | -------- | -------- | ------- | ------- | -------- | -------- |
| Zahar Petrov                     | Orosz          | Férfi kenu egyes 1000 m  | 3:49,86  | 2.       | erőnyerő    | erőnyerő    | 3:45,99  | 3.       | A       | 3:45,28 | 4.       | 4.       |
| Alekszej Korovaskov Zahar Petrov | Orosz          | Férfi kenu kettes 500 m  | 1:38,65  | 1.       | erőnyerő    | erőnyerő    | 1:39,57  | 1.       | A       | 3:45,28 | 4.       | 4.       |
| Oleszja Romaszenko               | Orosz          | Női kenu egyes 200 m     | 49,83    | 5.       | 47,92       | 4.          | kiesett  | kiesett  | kiesett | kiesett | kiesett  | kiesett  |
| Vladiszlav Kravec                | Fehérorosz     | Férfi kajak egyes 1000 m | 3:32,07  | 2.       | erőnyerő    | erőnyerő    | 3:29,64  | 4.       | A       | 3:28,10 | 4.       | 4.       |
| Julija Truskina                  | Fehérorosz     | Női kenu egyes 200 m     | 46,15    | 2.       | erőnyerő    | erőnyerő    | 45,32    | 2.       | A       | 44,83   | 5.       | 5.       |

## Kerékpározás

### Országúti kerékpározás
| Versenyző         | Állampolgárság | Versenyszám         | Idő           | Helyezés      |
| ----------------- | -------------- | ------------------- | ------------- | ------------- |
| Gleb Szirica      | Orosz          | Férfi mezőnyverseny | Nem ért célba | Nem ért célba |
| Gleb Szirica      | Orosz          | Férfi időfutam      | 40:33,30      | 31.           |
| Tamara Dronova    | Orosz          | Női mezőnyverseny   | 4:07:16       | 47.           |
| Tamara Dronova    | Orosz          | Női időfutam        | 43:42,16      | 21.           |
| Aljona Ivancsenko | Orosz          | Női mezőnyverseny   | 4:10:47       | 72.           |
| Hanna Cerah       | Fehérorosz     | Női mezőnyverseny   | 4:10:18       | 61.           |
| Hanna Cerah       | Fehérorosz     | Női időfutam        | 44:57,20      | 29.           |

## Sportlövészet
| Versenyző           | Állampolgárság | Versenyszám              | Selejtező | Selejtező | Döntő   | Döntő   |
| Versenyző           | Állampolgárság | Versenyszám              | Pont      | Hely      | Pont    | Hely    |
| ------------------- | -------------- | ------------------------ | --------- | --------- | ------- | ------- |
| Alekszandra Petrova | Fehérorosz     | Női sportpisztoly        | 566       | 39.       | kiesett | kiesett |
| Darja Csuprisz      | Fehérorosz     | Női sportpuska összetett | 579       | 24.       | kiesett | kiesett |

## Súlyemelés
| Versenyző          | Állampolgárság | Versenyző    | Szakítás | Szakítás | Lökés    | Lökés | Összetett | Hely                     |
| Versenyző          | Állampolgárság | Versenyző    | Eredmény | Hely     | Eredmény | Hely  | Összetett | Hely                     |
| ------------------ | -------------- | ------------ | -------- | -------- | -------- | ----- | --------- | ------------------------ |
| Javhenyi Cihancov  | Fehérorosz     | Férfi 102 kg | 183      | 4.       | 219      | 2.    | 402       | 3. helyezett, bronzérmes |
| Szjuzanna Valadzko | Fehérorosz     | Női 71 kg    | 111      | 5.       | 135      | 4.    | 246       | 4.                       |

## Taekwondo
| Versenyző        | Állampolgárság | Versenyszám   | Nyolcaddöntő                  | Negyeddöntő       | Elődöntő          | Vígaszág          | Bronz- mérkőzés   | Döntő             | Hely    |
| Versenyző        | Állampolgárság | Versenyszám   | Ellenfél Eredmény             | Ellenfél Eredmény | Ellenfél Eredmény | Ellenfél Eredmény | Ellenfél Eredmény | Ellenfél Eredmény | Hely    |
| ---------------- | -------------- | ------------- | ----------------------------- | ----------------- | ----------------- | ----------------- | ----------------- | ----------------- | ------- |
| Heorhij Hurcijev | Fehérorosz     | Férfi légsúly | Cyrian Ravet (FRA) · 6–7, 3–5 | kiesett           | kiesett           | kiesett           | kiesett           | kiesett           | kiesett |

## Tenisz
| Versenyző                                  | Állampolgárság | Versenyszám | 64-es főtábla                             | 32-es főtábla                                                           | Nyolcaddöntő                                                    | Negyeddöntő                                                           | Elődöntő                                                              | Bronz- mérkőzés   | Döntő                                                                | Helyezés                 |
| Versenyző                                  | Állampolgárság | Versenyszám | Ellenfél Eredmény                         | Ellenfél Eredmény                                                       | Ellenfél Eredmény                                               | Ellenfél Eredmény                                                     | Ellenfél Eredmény                                                     | Ellenfél Eredmény | Ellenfél Eredmény                                                    | Helyezés                 |
| ------------------------------------------ | -------------- | ----------- | ----------------------------------------- | ----------------------------------------------------------------------- | --------------------------------------------------------------- | --------------------------------------------------------------------- | --------------------------------------------------------------------- | ----------------- | -------------------------------------------------------------------- | ------------------------ |
| Danyiil Medvegyev                          | Orosz          | Férfi egyes | Rinky Hijikata (AUS) · 6–2, 6–1           | Sebastian Ofner (AUT) · 6–2, 6–2                                        | Félix Auger-Aliassime (CAN) · 3–6, 6–7                          | kiesett                                                               | kiesett                                                               | kiesett           | kiesett                                                              | kiesett                  |
| Roman Szafiullin                           | Orosz          | Férfi egyes | Alejandro Tabilo (CHI) · 6–4, 6–4         | Tomás Martín Etcheverry (ARG) · 6–0, 7–6                                | Carlos Alcaraz (ESP) · 4–6, 2–6                                 | kiesett                                                               | kiesett                                                               | kiesett           | kiesett                                                              | kiesett                  |
| Pavel Kotov                                | Orosz          | Férfi egyes | Stanislas Wawrinka (SUI) · 1–6, 1–6       | kiesett                                                                 | kiesett                                                         | kiesett                                                               | kiesett                                                               | kiesett           | kiesett                                                              | kiesett                  |
| Danyiil Medvegyev Roman Szafiullin         | Orosz          | Férfi páros |                                           | Németország (GER) · Kevin Krawietz · Tim Pütz · 4–6, 4–6                | kiesett                                                         | kiesett                                                               | kiesett                                                               | kiesett           | kiesett                                                              | kiesett                  |
| Jekatyerina Alekszandrova                  | Orosz          | Női egyes   | Jüan Jüe (Yuan Yue) (CHN) · 5–7, 7–6, 2–6 | kiesett                                                                 | kiesett                                                         | kiesett                                                               | kiesett                                                               | kiesett           | kiesett                                                              | kiesett                  |
| Mirra Andrejeva                            | Orosz          | Női egyes   | Magda Linette (POL) · 3–6, 4–6            | kiesett                                                                 | kiesett                                                         | kiesett                                                               | kiesett                                                               | kiesett           | kiesett                                                              | kiesett                  |
| Gyiana Snajgyer                            | Orosz          | Női egyes   | Elisabetta Cocciaretto (ITA) · 6–2, 7–5   | Vang Hszi-jü (Wang Xiyu) (CHN) · 3–6, 1–6                               | kiesett                                                         | kiesett                                                               | kiesett                                                               | kiesett           | kiesett                                                              | kiesett                  |
| Jekatyerina Alekszandrova Jelena Vesznyina | Orosz          | Női páros   |                                           | Csehország (CZE) · Karolína Muchová · Linda Nosková · 6–2, 6–7, [6–10]  | kiesett                                                         | kiesett                                                               | kiesett                                                               | kiesett           | kiesett                                                              | kiesett                  |
| Mirra Andrejeva Gyiana Snajgyer            | Orosz          | Női páros   |                                           | Ausztrália (AUS) · Olivia Gadecki · Ajla Tomljanović · 6–3, 2–6, [10–6] | Kanada (CAN) · Gabriela Dabrowski · Leylah Fernandez · 6–4, 6–0 | Csehország (CZE) · Barbora Krejčíková · Kateřina Siniaková · 6–1, 7–5 | Spanyolország (ESP) · Cristina Bucșa · Sara Sorribes Tormo · 6–1, 6–2 |                   | Olaszország (ITA) · Sara Errani · Jasmine Paolini · 6–2, 1–6, [7–10] | 2. helyezett, ezüstérmes |

## Torna

### Trambulin
| Versenyző                | Állampolgárság | Versenyszám     | Selejtező | Selejtező | Döntő    | Döntő                    |
| Versenyző                | Állampolgárság | Versenyszám     | Pontszám  | Helyezés  | Pontszám | Helyezés                 |
| ------------------------ | -------------- | --------------- | --------- | --------- | -------- | ------------------------ |
| Anzsela Bladceva         | Orosz          | Női trambulin   | 55,640    | 4.        | 55,020   | 5.                       |
| Ivan Litvinovics         | Fehérorosz     | Férfi trambulin | 63,420    | 1.        | 63.090   | 1. helyezett, aranyérmes |
| Vijaleta Bardzilovszkaja | Fehérorosz     | Női trambulin   | 56,340    | 2.        | 56,060   | 2. helyezett, ezüstérmes |

## Úszás
| Versenyző            | Állampolgárság | Versenyszám      | Selejtező | Selejtező | Elődöntő | Elődöntő | Döntő   | Döntő   |
| Versenyző            | Állampolgárság | Versenyszám      | Idő       | Hely      | Idő      | Hely     | Idő     | Hely    |
| -------------------- | -------------- | ---------------- | --------- | --------- | -------- | -------- | ------- | ------- |
| Jevgenyij Szomov     | Orosz          | Férfi 50 m gyors | 23,43     | 44.       | kiesett  | kiesett  | kiesett | kiesett |
| Jevgenyij Szomov     | Orosz          | Férfi 100 m mell | 59,83     | 13.       | 1:00,00  | 13.      | kiesett | kiesett |
| Ilja Simanovics      | Fehérorosz     | Férfi 100 m mell | 59,25     | 3.        | 59,45    | 10.      | kiesett | kiesett |
| Anasztaszija Skurdaj | Fehérorosz     | Női 100 m hát    | 1:00,94   | 20.       | kiesett  | kiesett  | kiesett | kiesett |
| Anasztaszija Skurdaj | Fehérorosz     | Női 200 m hát    | 2:09,64   | 7.        | 2:08,79  | 8.       | 2:10,23 | 8.      |
| Alina Zmuska         | Fehérorosz     | Női 100 m mell   | 1:06,37   | 11.       | 1:05,93  | 5.       | 1:06,54 | 8.      |
| Alina Zmuska         | Fehérorosz     | Női 200 m mell   | 2:28,19   | 21.       | kiesett  | kiesett  | kiesett | kiesett |